# ياشا خليلي
ياشا خليلي (بالفارسية: یاشا خلیلی) هو لاعب كرة قدم إيراني في مركز الوسط، ولد في 27 أبريل 1988 في إيران. لعب مع نادي ألومينيوم هرمزغان ونادي شهر خودرو ونادي مس كرمان.